# Zahrada Na Valech
Zahrada Na Valech patří do komplexu jižních zahrad Pražského hradu. Na západní straně navazuje na Rajskou zahradu a končí na východní straně na Opyši u dělostřelecké bašty vedle Černé věže. Severní strana je lemována areálem Pražského hradu, jižní navazující Hartigovskou zahradou a malostranskými Palácovými zahradami nad Valdštejnskou ulicí. V rámci areálu Pražského hradu je od roku 1964 chráněna jako národní kulturní památka České republiky.

## Základní informace

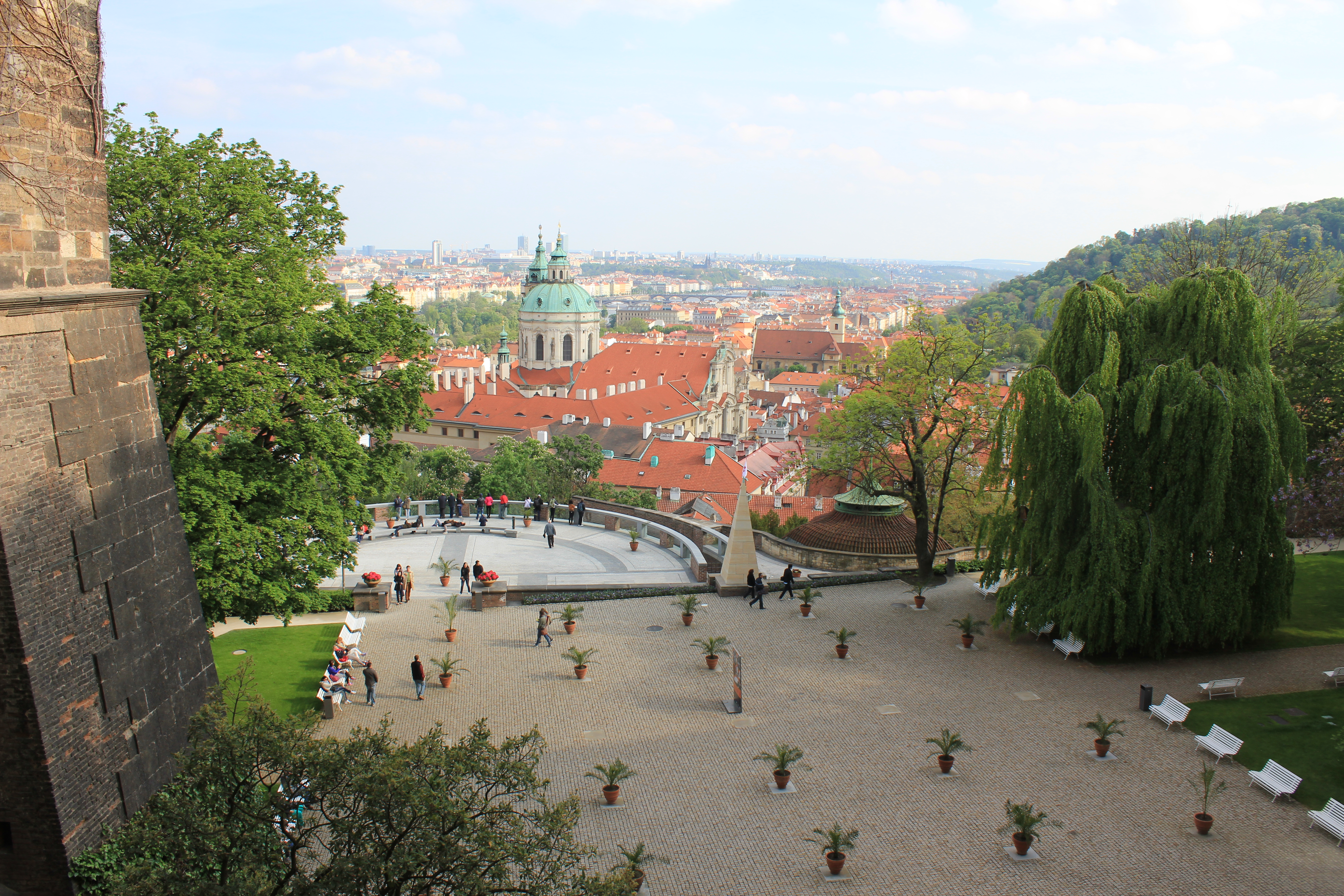
Hlavní vyhlídková terasa

Městský obvod a městská část: Praha 1, kat. území: Hradčany, ulice: Pražský hrad, rozloha: cca 14 300 m².

## Historie
První písemné podklady zmiňují renesanční zahradu pod Pražským hradem už kolem roku 1550. Tu dal zřídit Ferdinand Tyrolský, který nařídil, aby byl zasypán příkop před takzvanými novými letními pokoji, které si nechal vybudovat, a aby na jeho místě vznikla zahrada. Název zahrady tak připomíná okolnosti jejího vzniku. Zahrada Na Valech byla ze severu chráněna domy – jižním křídlem Hradu – a otevírala se slunci na jih, takže tam mohly být pěstovány teplomilné rostliny.

## Současnost

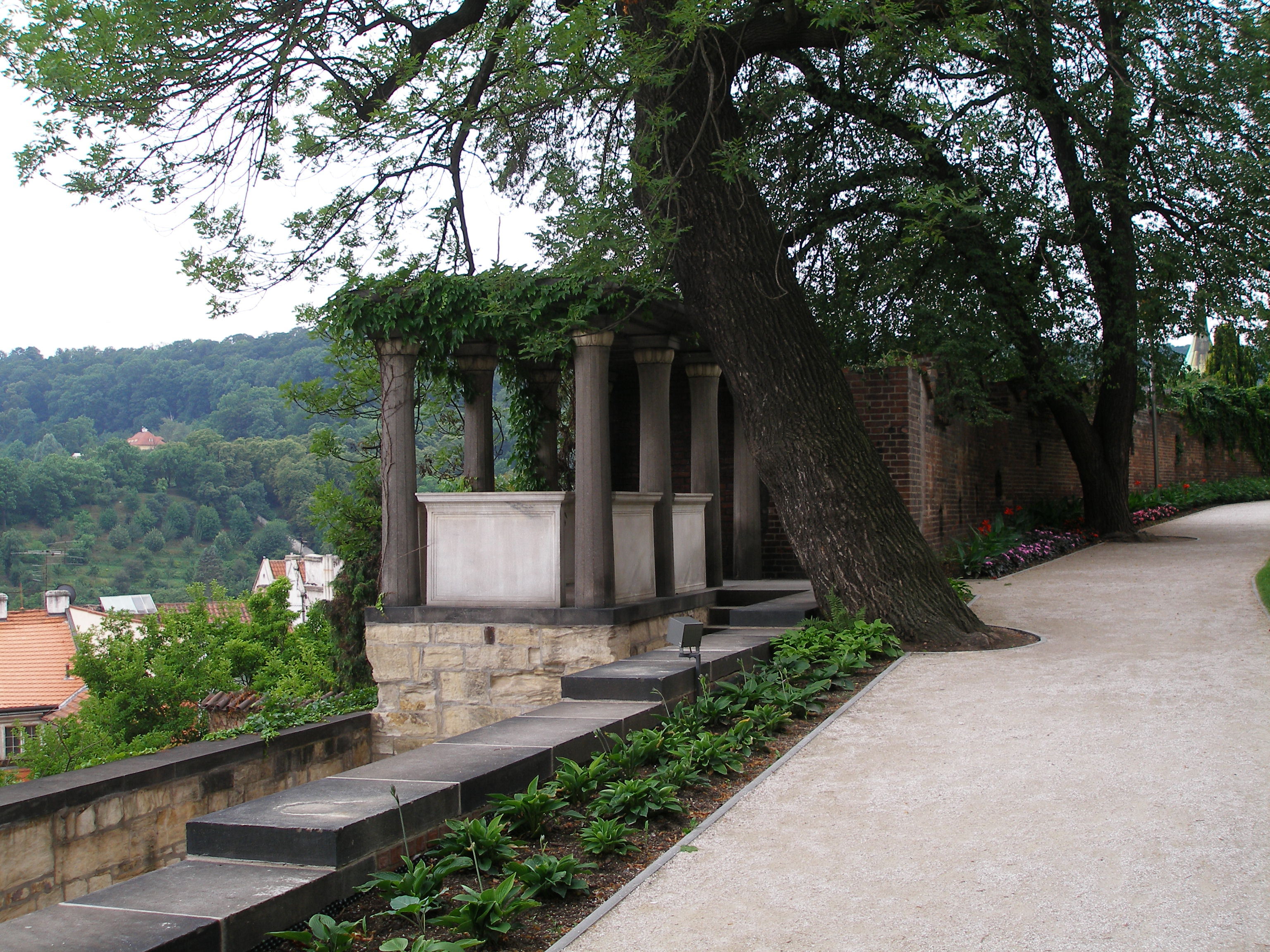
Plečnikův Malý belveder

Do zahrady lze vstoupit z Rajské zahrady, od Černé věže a také z III. nádvoří Pražského hradu. Vede sem schodiště, které vybudoval Jože Plečnik v první polovině 20. století. Podle ozdobných bronzových plastik býků se mu říká Býčí schodiště. Zahrada je nejen významnou zelení Pražského hradu, ale i souborem architektonických, historických a uměleckých děl. Výrazně nese stopy práce architekta J. Plečníka, kterého na Pražský hrad povolal prezident Tomáš Garrigue Masaryk po svém nástupu do funkce a jehož úkolem bylo upravit areál Pražského hradu jako funkční a důstojné sídlo československých prezidentů.
Hned za hranicí s Rajskou zahradou je například takzvaný Plečníkův vyhlídkový altán vybudovaný v letech 1922–1924. Jižním směrem dále Plečník umístil vyhlídkovou plošinu, obelisk a zimní zahradu. V letech 1963 až 1965 byla v této části zahrady vybudována vyhlídková terasa podle projektu, který vypracovali architekti Adolf Benš a Richard Ferdinand Podzemný. Schodištěm podél této terasy lze sestoupit do Hartigovské zahrady.

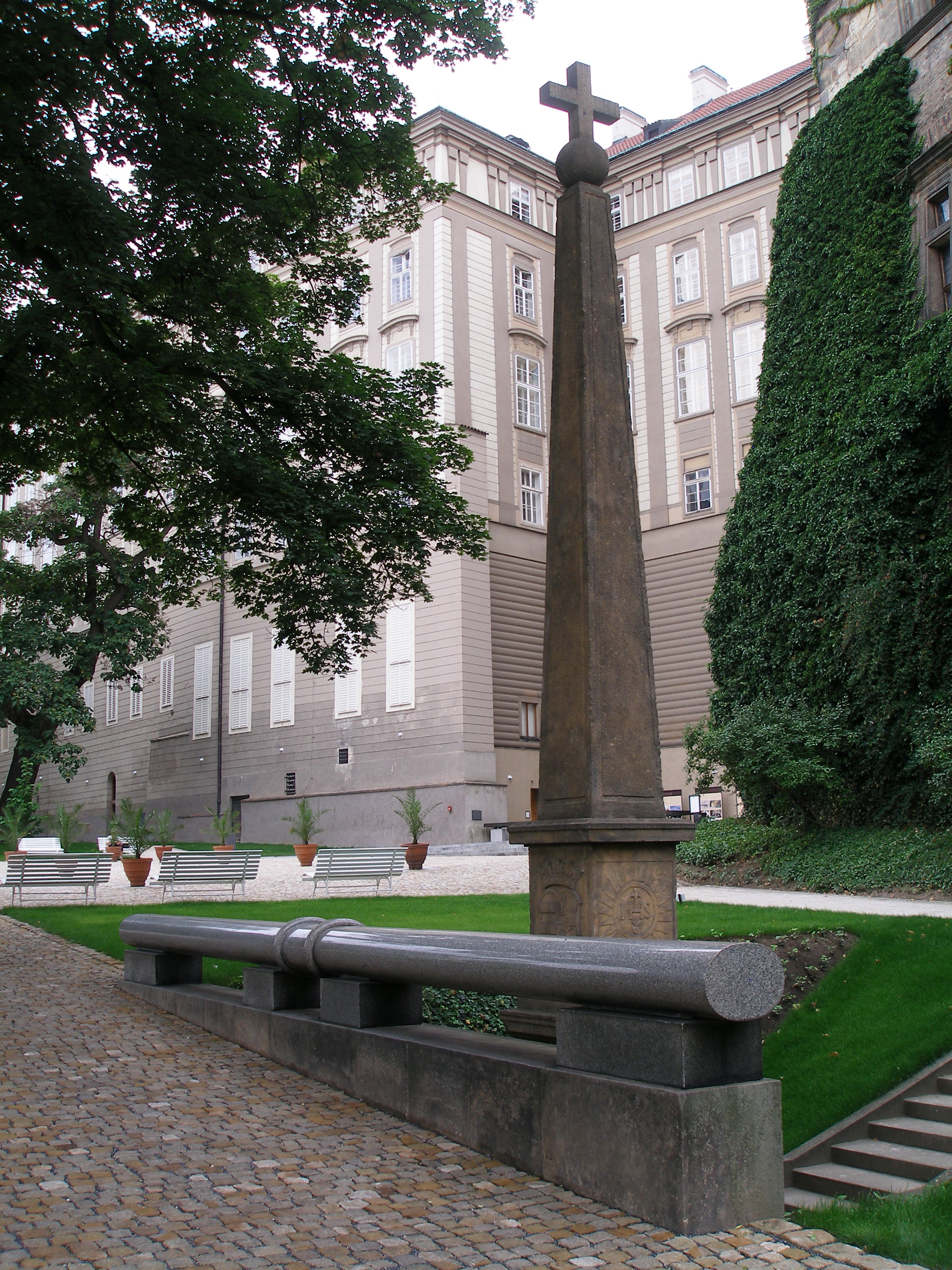
Slavatův sloup

Zhruba ve středu zahrady do ní vystupuje Ludvíkovo křídlo královského paláce, u kterého najdeme dva pískovcové barokní obelisky, které sem nechal umístit Ferdinand II. Štýrský. Stojí na místech, kam dopadli místodržící Jaroslav Bořita z Martinic a Vilém Slavata z Chlumu a Košumberka při takzvané druhé pražské defenestraci.
Směrem k jihu se táhne Tereziánský ústav šlechtičen, někdejší Rožmberský palác. Byl postavený v 16. století. V letech 1766 až 1768 byl zbarokizovaný a zvýšený o jedno podlaží. Pod ústavem je takzvaná Plečnikova voliéra – Ptačinec a empírový zahradní domek. U Ústavu šlechtičen Plečník vybudoval sloupovou halu zvanou Bellevue. Její jižní stranu zdobí sochy andílků – světlonoši od Ignáce Františka Platzera. Dále v této části najdeme například Herkulovu kašnu, která byla původně částí kašny na I. hradním nádvoří – ta dnes již neexistuje. Socha z žehrovického pískovce představuje bájného hrdinu, jenž rozevírá tlamu lva, z níž do nádrže vytéká pramen vody. Vlastní nádrž, údajně vyrobena z mšenského pískovce, je zdobena římskými motivy, v čele je pak umístěn slovenský znak. V zahradě se nachází vyhlídková Moravská bašta – původně bašta hradního opevnění – na kterou Plečnik v roce 1923 postavil sloup s jónskou hlavicí, nesoucí na vrchu zlacenou kouli. Dnes slouží jako vyhlídková terasa poskytující výhled do zahrad pod Pražským hradem a na město. Zahradou lze dojít až na hradby dělostřelecké bašty na horním konci Starých zámeckých schodů.

## Zajímavosti
- Zahrady Pražského hradu (kromě Rajské zahrady a zahrady Na Valech k nim patří ještě Hartigovská zahrada a zahrada Na Baště) získaly v roce 2002 prestižní cenu Carla Scarpy, kterou každoročně uděluje nadace firmy Benetton nejvýznamnějším historickým parkům a zahradám světa.[6]

- Na počátku 20. let dostal slavný slovinský architekt Josip Plečnik za úkol navrhnout v Jižních zahradách Hradu památník padlým ze světové války. Rozhodl se, že se jím stane přes dvacet metrů vysoký štíhlý sloup. Kámen pro sloup se podařilo zdárně vylomit, ale při transportu obelisku došlo vinou vojáků, kteří za něj odpovídali, k zlomení štíhlého kamene. Nakonec byl jeden z úlomků vztyčen před vstupem do Lánské obory a druhý úlomek Plečnik umístil na Moravskou baštu v hradní zahradě Na valech.[7]